# 46 a. C.
El año 46 a. C. fue el último año del calendario romano prejuliano. En aquella época fue conocido como el Año del consulado de César y Lépido (o menos frecuentemente, año 708 Ab urbe condita). La denominación 46 a. C. para este año se ha usado desde principios del período medieval, cuando la era del señor A. D. se convirtió en el método prevalente en Europa para nombrar los años. 
Este año tuvo 445 días debido a los errores que se habían acumulado en el calendario prejuliano, y fue por lo tanto apodado annus confusionis ("año de confusión"). El calendario juliano se introdujo este año, aunque no tuvo efectos sino a partir del año 45 a. C.
Para ajustar las fechas se agregaron dos meses Merkedinus, entre noviembre y diciembre, uno de 33 días y otro de 34, además del mes intercalado en febrero. También se hizo coincidir el 31 de diciembre con el solsticio de invierno de ese año para empezar el calendario desde un punto relevante. 

## Acontecimientos
- 6 de abril: en la Batalla de Tapso las tropas pompeyanas comandadas por Metelo Escipión y Marco Porcio Catón son vencidas por los cesarianos de Julio César.
- Julio César crea el calendario juliano. Este año se hizo un ajuste y tuvo 445 días.
- Hispania Citerior, Quinto Fabio Máximo y en la Hispania Ulterior, Quinto Pedio.[1]
- Julio César vuelve a ser cónsul de Roma por 3.ª vez.
- Julio César triunfa sobre África.
- Socígenes, astrónomo de Julio César, perfecciona el calendario egipcio, al que agrega un cuarto de día, por lo cual, cada cuatro años, el año tendría 366 días.[2]

## Nacimientos
- José de Arimatea

## Fallecimientos
- Catón el Joven
- Vercingétorix